# Пик-Дистрикт
Пик-Дистрикт (англ. Peak District: «край вершин», «скалистый край») — возвышенная местность в центральной и северной Англии, находящаяся преимущественно в северном Дербишире, а также захватывающая Чешир, Большой Манчестер, Стаффордшир, Саут-Йоркшир и Уэст-Йоркшир.
Большая часть территории принадлежит национальному парку Пик-Дистрикт, образованному в 1951 году и ставшему первым национальным парком на Британских островах. Территория парка условно подразделяется на северную (Дарк-Пик, англ. Dark Peak) и южную (Уайт-Пик, англ. White Peak) части. Геологическую основу первой составляют грубозернистые песчаники или гравелиты, и она, в основном, занята вересковыми пустошами. Вторая сложена преимущественно известняками; здесь сосредоточена большая часть населения района. Близость к крупным городам, таким как Манчестер и Шеффилд, а также к графствам Ланкашир, Большой Манчестер, Чешир, Стаффордшир, Саут-Йоркшир и Уэст-Йоркшир в соединении с удобным автомобильным и железнодорожным сообщением способствовала росту популярности парка, который посещают около 22 миллионов человек в год. Национальный парк Пик-Дистрикт считается вторым в мире по частоте посещений, уступая лишь Фудзи-Хаконэ-Идзу в Японии.

## География
Местность занимает южные отроги Пеннинских гор, поэтому её рельеф представлен, в основном, возвышенностями — около 300 м (1 000 футов) над уровнем моря, с высшей точкой на плато Киндер-Скаут — 636 м (2087 футов). Несмотря на название, ландшафт «скалистого края» лишён острых горных пиков и характеризуется пологими холмами и уступами (эскарпами), сложенными грубозернистыми песчаниками или гравелитами. Поблизости расположены крупные городские агломерации Хаддерсфилда, Манчестера, Шеффилда, Дерби и Сток-он-Трента.
Территория национального парка составляет 1 437 км² (555 кв. миль) (графства Дербишир, Чешир, Большой Манчестер, Стаффордшир, Саут-Йоркшир и Уэст-Йоркшир) и включает большую часть местности, обычно называемой Пик-Дистрикт. На севере парк ограничен автострадой A62 между Марсденом и Мелтхемом, на северо-западе — Олдемом, на юге — автострадой A52 и пригородами Эшбурна. В границы парка не входят застроенные и промышленные районы, например, город Бакстон и расположенные рядом карьеры находятся в узком «коридоре», с трёх сторон окружённом территорией парка. Тем не менее, город Бейквел и многочисленные деревни непромышленного запада Шеффилда находятся в черте парка. По состоянию на 2010 год Пик-Дистрикт является пятым по величине национальным парком Англии и Уэльса. В Великобритании обозначение «национальный парк» означает, что существуют некоторые ограничения, чтобы защитить территорию от несоответствующего развития, и что Администрация национальных парков заботится о ней, а не то, что земля является собственностью государства и должна быть необитаема.
12 % территории парка принадлежит Национальному доверительному фонду, который занимается охраной местностей, представляющих интерес для истории или уникальных по красоте. Эта организация не получает государственного субсидирования. Угодья, принадлежащие фонду (Хай-Пик, Сауф-Пик, Лонгхоу), включают в себя такие важные с экологической или геологической точки зрения территории как вересковая пустошь Бликлоу, уступ Дервент-Эдж, поселение Хоуп-Вудлендс, холмы Мэм-Тор и Карл Уорк, долина Доувдейл, деревня Миллдейл, район Виннатс-Пасс. Администрация национальных парков владеет около 5 % территории. Среди других собственников земли значатся несколько компаний по водоснабжению.

## Геология
Геологическую основу «скалистого края» составляют почти исключительно осадочные горные породы каменноугольного периода. Они содержат карбоновые известняки, гравелиты и грубозернистые песчаники, лежащие выше, а также пласты каменного угля, хотя последние встречаются только на границах парка. Кроме того, изредка на поверхность выходят магматические и эффузивные горные породы, туфы и вулканические агломераты.
Общая геологическая структура местности напоминает широкий купол с разломами и складками на западных краях. Поднятие земной коры и эрозия фактически уничтожили вершину этого купола, в результате чего образовалось концентрическое обнажение пород с каменноугольными пластами на восточном и западном краях, карбоновыми известняками в основании и песчаниками Миллстоун-Грит между ними. Южный край купола перекрывается триасовыми песчаниками, хотя они в основном находятся вне территории парка.
Центральная и северная части региона, где карбоновые известняки залегают вблизи поверхности, известны как Уайт-Пик, в отличие от Дарк-Пик с широкими полосами вересковых пустошей и обнажениями песчаников Миллстоун-Грит.
Тектонические движения земной коры во время и после каменноугольного периода способствовали поднятию рельефа, особенно на западе, и образованию складчатого залегания слоёв горных пород по оси север-юг. Местность испытала меридиональное тектоническое поднятие, и в результате сформировался антиклинальный купол, а затем глинистые сланцы и песчаники на протяжении длительного времени подвергались процессам выветривания, что привело к обнажению известняков. В конце каменноугольного периода земная кора была затоплена морем, в результате чего образовались новые слои осадочных пород.
Спустя некоторое время после их формирования в известняке появились минеральные жилы. Эти жилы разрабатывались в поисках свинца с римских времён.
Территория по меньшей мере единожды покрывалась льдом во время одного из ледниковых периодов, случавшихся за последние 2 миллиона лет (скорее всего, во время оледенения 450 000 лет назад), о чём свидетельствуют ледниковые наносы и валунная глина, находимые на территории края. Однако она не была покрыта льдом во время последней ледниковой эпохи, достигнувшей своего пика 20 — 22 000 лет назад.

## Водоёмы
Территория изрезана долинами рек, где построено большое количество водохранилищ. В верхнем течении реки Деруэнт и её притоков Уай и Ноу в первой половине XX века появились водохранилища Хоуден, Деруэнт и Ледибоуэр.
Водоёмы края относятся к бассейнам разных рек: в северо-восточной части — реки Дон, северо-западной — Мерси, южной — Трента.

## В литературе и искусстве
Местные пейзажи веками служили источником вдохновения для писателей. Некоторые уголки края являются, по мнению Радьфа Эллиота и других исследователей, местом действия поэмы XIV века «Гавейн и Зелёный Рыцарь»; например, расщелина Ладс-Чёрч считается прообразом Зелёной Часовни.
В Крае Вершин есть деревня Надежда (Хоуп), Долина Надежды.

Здесь распространён английский народный праздник Украшения источников (англ. well dressing, well flowering).
- Чатсуорт-хаус — место действия экранизации «Гордости и предубеждения»
- Пещера Тора, вид с Мэнифолд Вэй